# آناتون آل
آناتون آل (به انگلیسی: Anathon Aall) زاده ۱۵ اوت ۱۸۴۷ در نسیبی و مرگ به تاریخ ۹ ژانویه ۱۹۴۳ در سن ۷۵ سالکی در لونر، یک فیلسوف و روان‌شناس نروژی بود. 
تحصیلات اصلی آناتون آل، در رشته الهیات بود اما دید وی در تاریخ علمی مذاهب، منطبق با دید کلیسای رسمی نروژ نبود. آناتون آل، بعد از تحصیل فلسفه در بریتانیا و روان‌شناسی در آلمان، در سال ۱۹۰۸ در مقام استادی به تدریس فلسفه در دانشگاه اسلو مشغول شد، و بعد از مدت کمی ضمن تأسیس دانشکده روان‌شناسی وابسته به دانشگاه اسلو، تا سال ۱۹۳۷ ریاست این مؤسسه را عهده‌دار بود.

## پیشینه
آناتون آل، در یک خانواده ۹ فرزندی، دومین فرزند؛ و پسر خانواده بود. پدر وی کشیشی بود که بنابر سیاست کلیسا، همراه با خانواده از منطقه ای به منطقه دیگر منقل می‌شد. به این ترتیب دوره کودکی و نوجوانی آناتون آل، در شهرهای مختلف استان‌های فینمارک، وستلند و نوردلاند سپری شد. تحصیلات متوسطه وی در سال ۱۸۸۶ میلادی در شهر استاوانگر پایان یافت و وی سپس برای ادامه تحصیل در رشته الهیات راهی اسلو شد و در سال ۱۸۹۲ میلادی از دانشگاه اسلو فارغ‌التحصیل گردید. به پایان‌نامه تحصیلی وی مدال طلا تعلق گرفت. سپس بعد از یک سال تدریس در یکی از مدارس اسلو، موفق به دریافت بورس تحصیلی شد و از سال ۱۸۹۳ تا ۱۸۹۷ میلادی، در آلمان، بریتانیا، دانمارک و فرانسه، مشغول تحصیل تاریخ علمی مذاهب بود. در حین این سالها بود که آناتون آل، سعی کرد، شواهد و مدارکی را مبنی بر تأثیر عقاید یونان باستان بر بدیهیات مذهبی گردآوری کند.
 این تلاش، با سیاست کلیسای نروژ مطابقت نداشت و مطلوب واقع نشد. تا جایی که تقاضای وی برای اشتغال به تدریس تاریخ مذاهب در دانشگاه اسلو در سال ۱۸۹۷ میلادی، از سوی کلیسای نروژ رد شد. بعد از این ناکامی بود که آناتون آل، بار دیگر راهی بریتانیا شد و به فلسفه تجربه‌گرایی روی آورد. رویکردی که به زودی منجر به علاقه وی به علم روان‌شناسی و سفر او در سال ۱۹۰۰ میلادی به آلمان شد. در سال ۱۹۰۳، آناتون آل، اجازه تدریس در دانشگاه آلمان در شهر  هاله را دریافت کرد و تا سال ۱۹۰۸ میلادی ضمن ادامه تحقیقات روان‌شناسی، در دانشگاه این شهر مشغول تدریس فلسفه و روان‌شناسی بود. سپس در همان سال کرسی استادی در رشته فلسفه، در دانشگاه اسلو را به‌دست‌آورد. آناتون آل، در مقام استاد فلسفه در دانشگاه اسلو خیلی زود، موفق شد اولین مؤسسه خاص روان‌شناسی، وابسته به دانشگاه اسلو را پایه‌ریزی کند. مؤسسه ای که وی خود، تا سال ۱۹۳۷ میلادی، مدیریت آن را عهده‌دار بود. ضمن این سالها، مسئولیت عمده وی به عنوان استاد فلسفه، تألیف کتابهای درسی دانشگاهی بود. از وی کتابهای درسی متعددی در رشته منطق، فلسفه و روان‌شناسی به زبان نروژی به جای مانده‌است.

## فعالیت‌های علمی
آناتول آل به عنوان یکی از اندیشمندان برجسته و پیشرو در زمینه‌های فلسفه و علوم انسانی شناخته می‌شود. فعالیت‌های علمی او عموماً در زمینه‌های فلسفه، اجتماع‌شناسی، فرهنگ‌شناسی، هنر و ادبیات بوده است. او تحلیل‌های عمیق و پراکنده‌ای در این زمینه‌ها ارائه داده و نظریات خود را با استدلال‌های قوی و منطقی پشتیبانی کرده است. آثار او نیز از جمله مهمترین منابعی است که برای تحقیقات و مطالعات در این حوزه‌ها بهره‌ور استفاده می‌شود.